# Ridgecrest (California)
Ridgecrest è una città degli Stati Uniti d'America, situata in California, nella contea di Kern.
Si trova a circa 132 km (82 miglia) dalla zona di Lancaster/Palmdale, 177 km (110 miglia) da Bakersfield e 193 km (120 miglia) da San Bernardino, i tre centri urbani più vicini.

## Storia
L'insediamento fu fondato come comunità agricola nel 1912 con il nome di Crumville, in onore di James e Robert Crum, due contadini, e fu incorporato nel 1963.

## Società

### Evoluzione demografica
Abitanti censiti (migliaia)

## Citazioni letterarie
Ridgecrest è una delle prime cittadine citate e incontrate da Cheryl Strayed nel suo romanzo best-seller Wild - Una storia selvaggia di avventura e rinascita, durante il difficile percorso affrontato dalla stessa protagonista lungo il Pacific Crest Trail in California.